# Statua della Bavaria

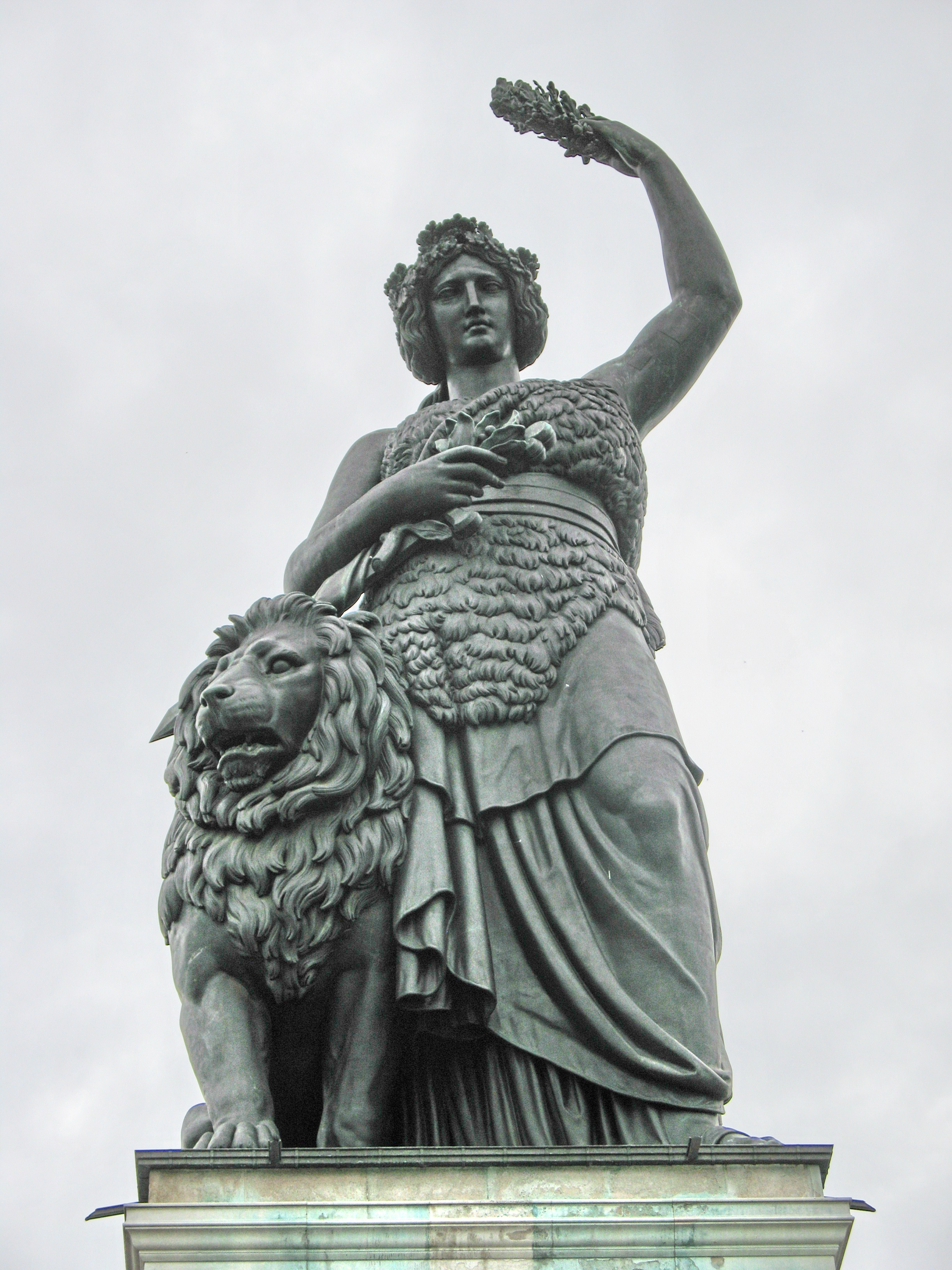
La statua della Baviera

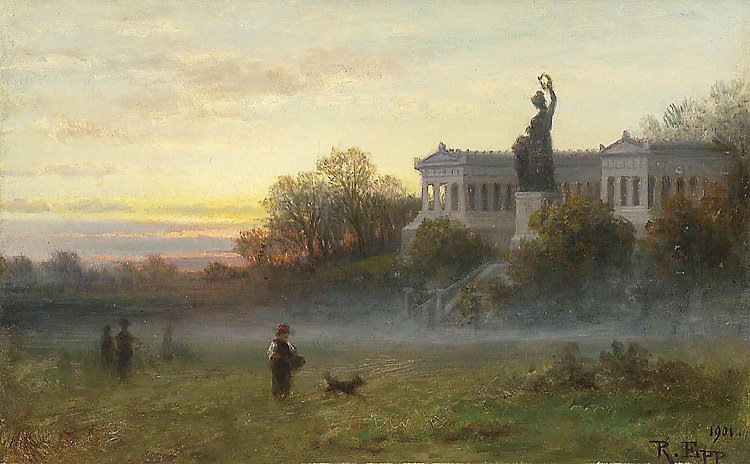
Rudolf Epp: Baviera ed il Theresienwiese a Monaco in un dipinto del 1900

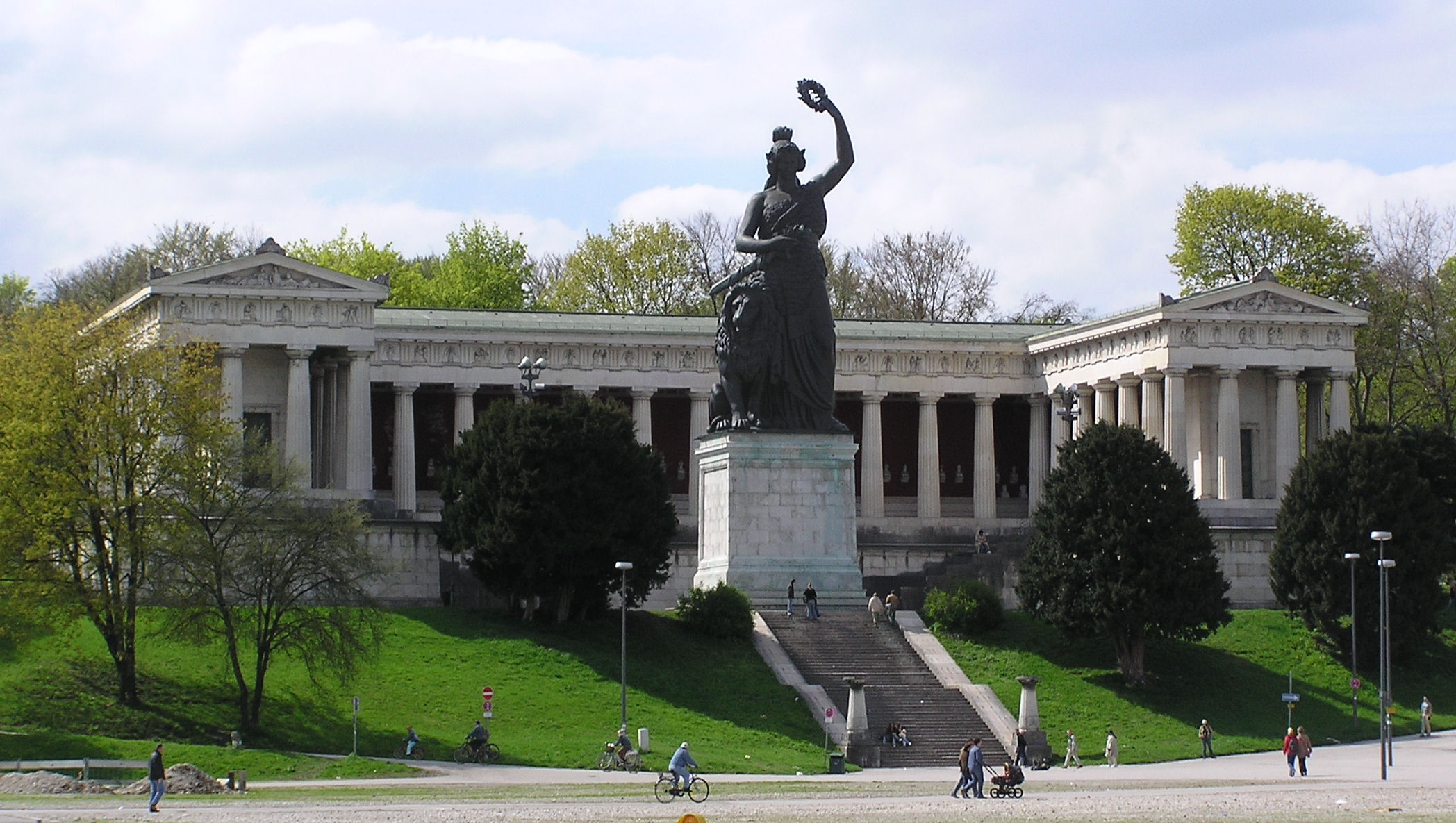
La Bavaria

La statua della Bavaria è una scultura di bronzo rappresentante una figura femminile che simboleggia la secolare patrona della Baviera, la cosiddetta Tellus Bavarica (o Madre Terra bavarese), collocata al confine del Theresienwiese di Monaco di Baviera, Germania, dove ogni anno ha luogo l'Oktoberfest.

## Statua
La statua venne commissionata da re Ludovico I di Baviera ed il disegno venne scelto dopo una competizione di artisti. Quando l'architetto Leo von Klenze costruì la Ruhmeshalle (la struttura che oggi si trova dietro la statua) decise di porre la statua della Baviera proprio dinanzia a tale edificio, dando ordine al vincitore del progetto di realizzarla in stile greco, come l'Atena del Partenone. Lo scultore Ludwig von Schwanthaler cambiò però il proprio disegno con delle fattezze maggiormente "germaniche" nel pieno dello stile romantico ottocentesco. Essa diede ad ogni modo il medesimo risultato: mostrare il vero carattere della Baviera, forza e gloria.
La statua venne costruita nella fonderia di Johann Baptist Stiglmaier dal 1844 al 1850, in gran parte dal nipote di Stiglmaier, Ferdinand von Miller. La Baviera è ancora oggi una delle sculture bronzee più grandi al mondo dal momento che venne costruita in quattro grandi parti e molte più piccole che vennero successivamente assemblate. Essa è alta 18,52 metri e pesa 87,36 tonnellate. All'interno della statua, una scala di 66 scalini consente ai turisti di salire sino in cima alla statua da cui ammirare il panorama della città di Monaco.

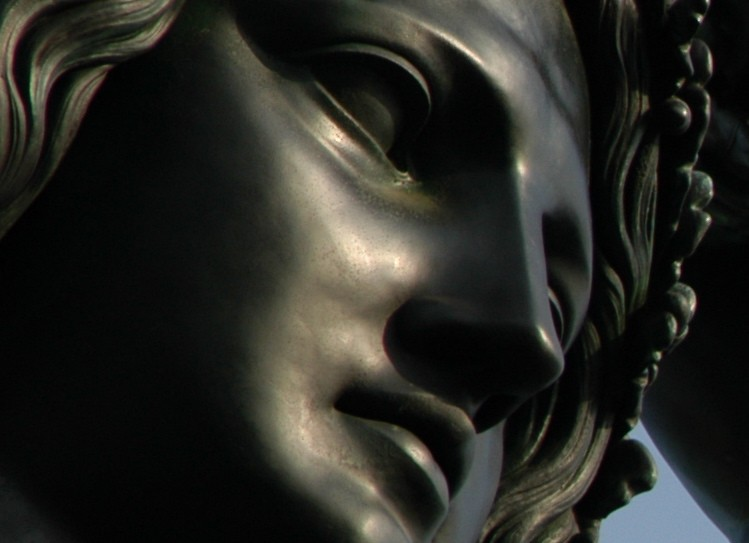
Viso della Bavaria
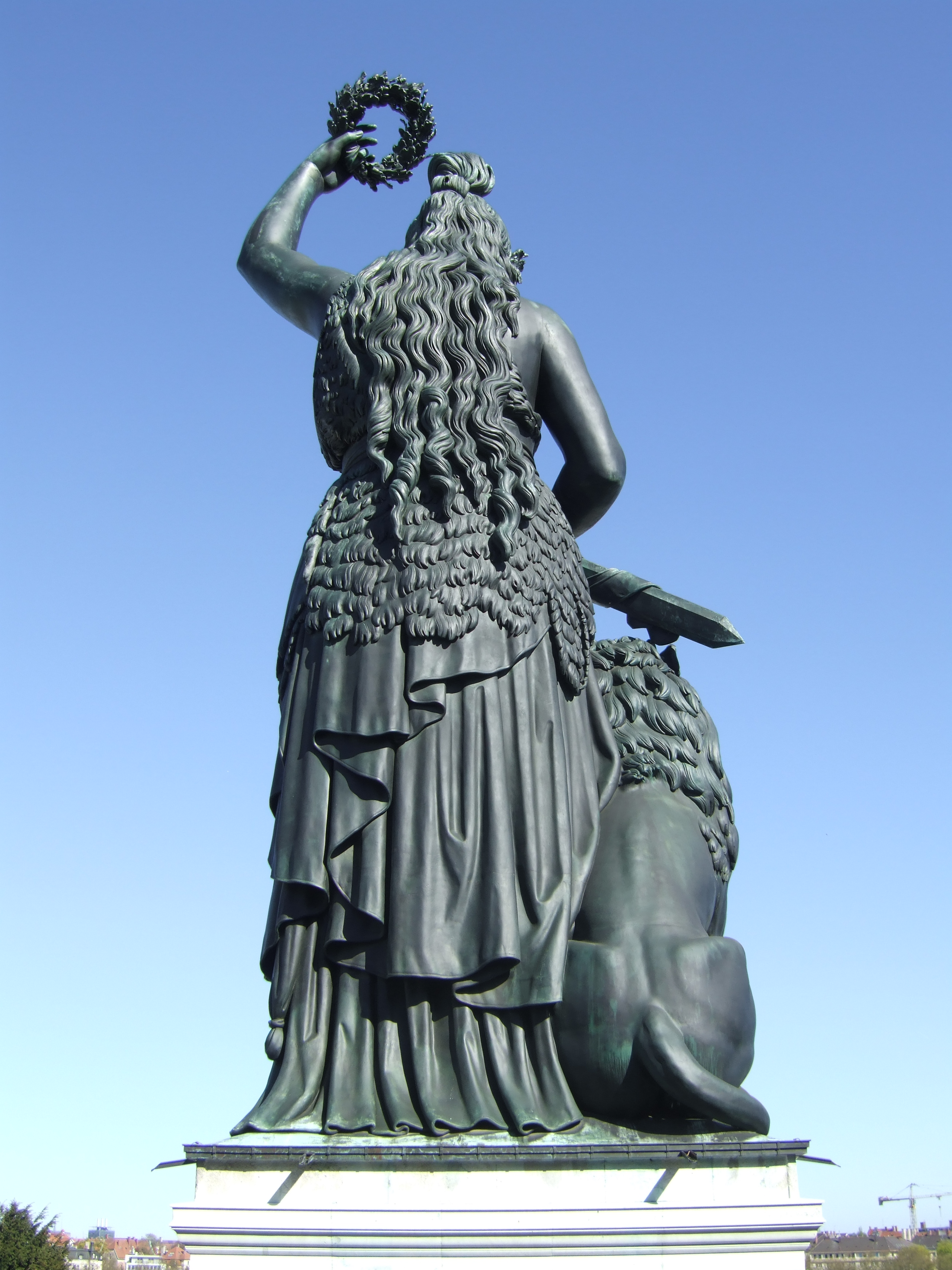
Bavaria vista da dietro
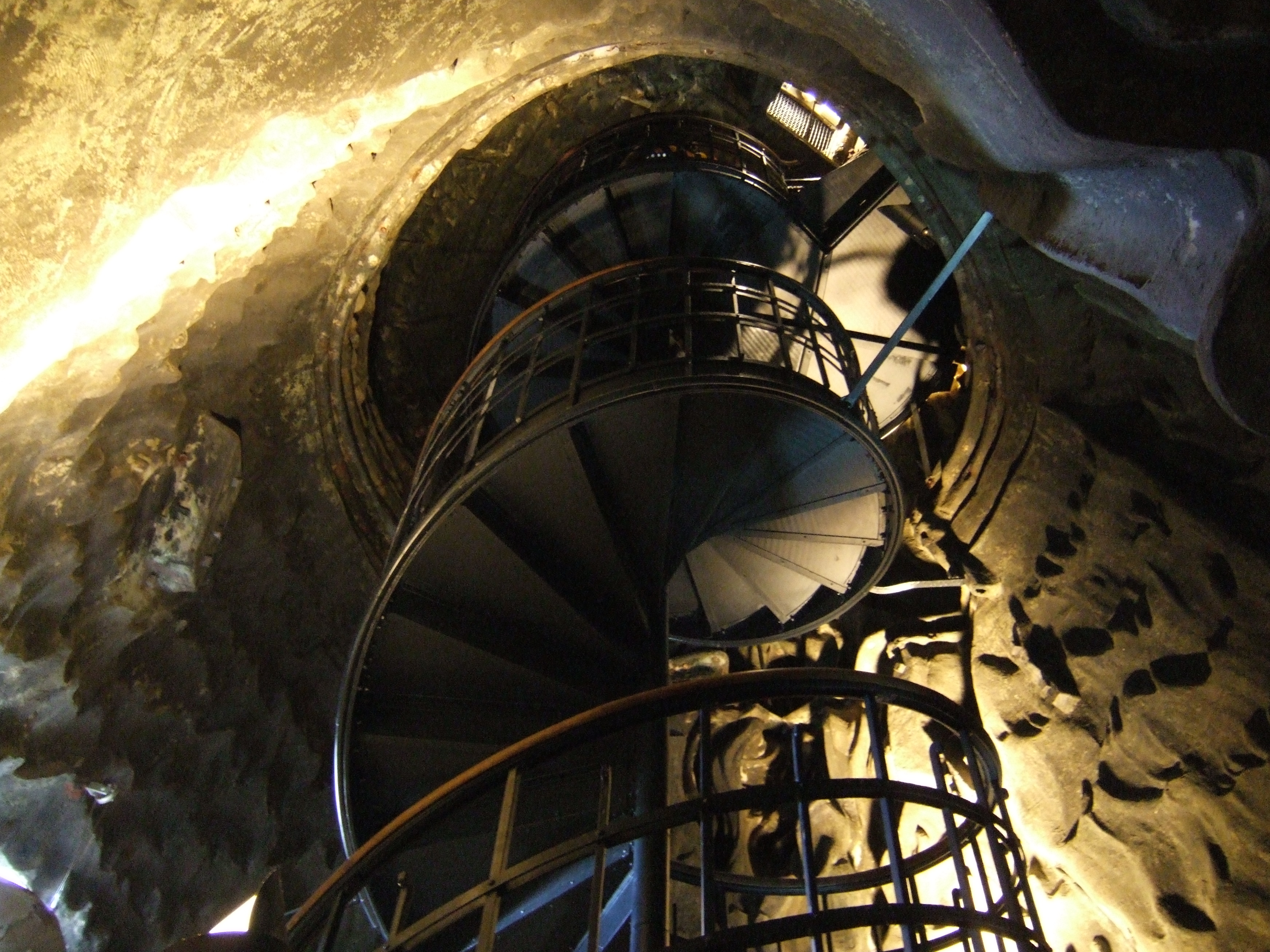
Scala a chiocciola all'interno
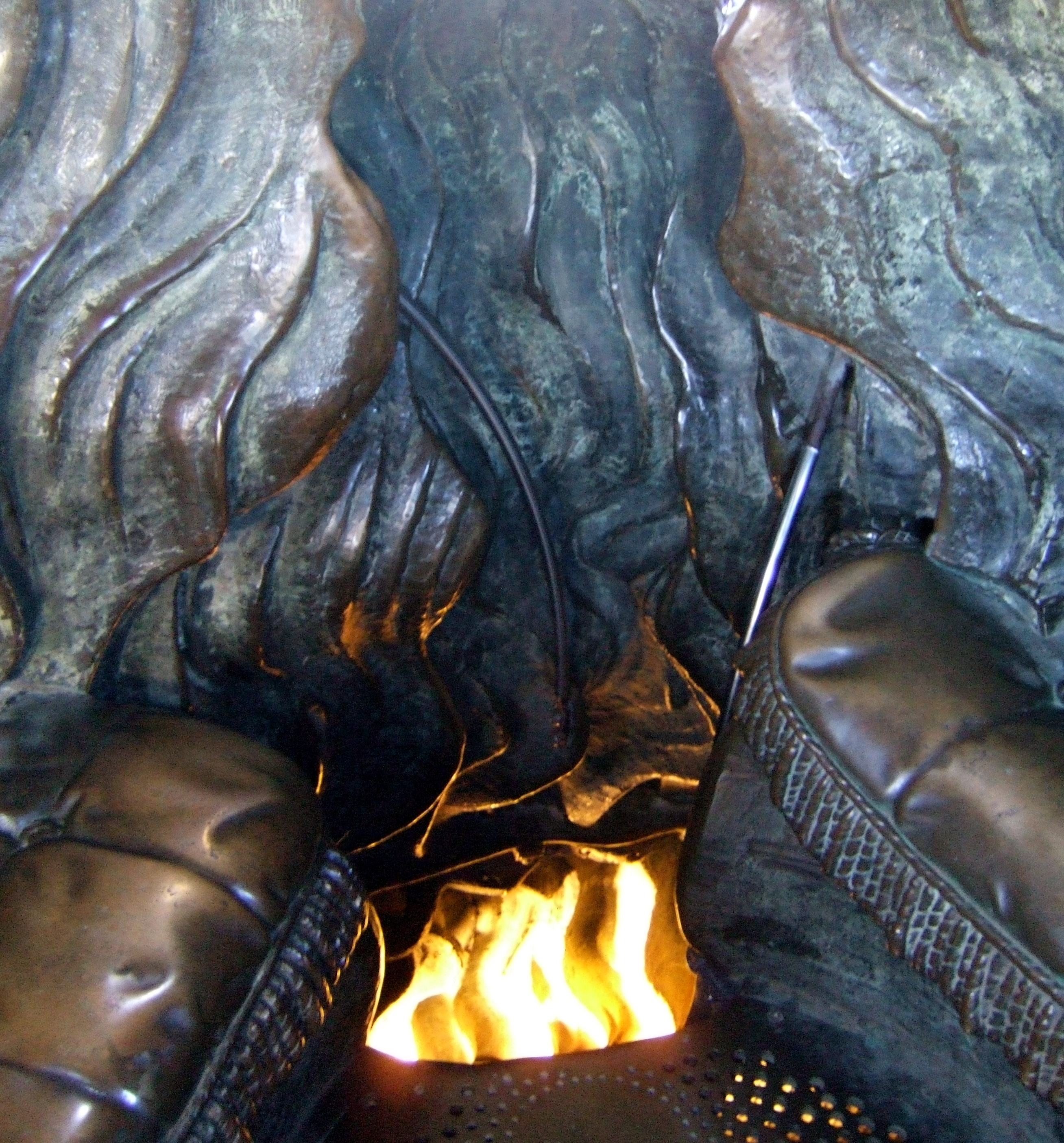
Sofa di bronzo all'interno della testa della Bavaria